# Floris van Egmond
Floris van Egmond, Graf von Buren (auch Florens, Florenz, Florent) (* 1469; † 14. Oktober 1539) war ein niederländischer Staatsmann und Militär in habsburgischen Diensten. Er war erster Statthalter (stadhouder) der Herrschaft Friesland.

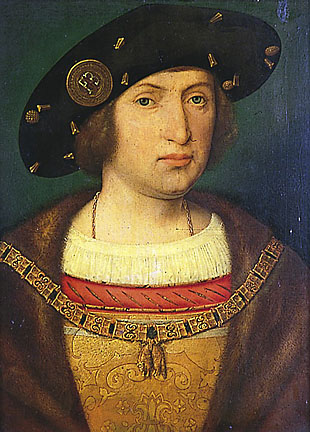
Floris van Egmond

## Familie
Er war Sohn des Frederik von Egmont (um 1440–1521) aus dem Haus Egmond und der Aleida van Culemborg († 1471). Er selbst heiratete 1500 Margaret von Glymes-Bergen. Der Sohn Maximiliaan van Egmond wurde Statthalter in Friesland. Die Tochter Anna heiratete 1523 Joseph de Montmorency-Nivelle. Als Witwe ehelichte sie 1530 Graf Johann von Hoorn. Ein Sohn aus dieser Ehe war Philippe de Montmorency, Graf von Hoorn.
Er war Graf von Buren und Leerdam, Herr von Ysselstein, Kortgene, Jaarsveld, Sint-Maartensdijk, Eindhoven und Cranendonck.

## Leben
Er war seit den 1490er Jahren Kammerherr bei Philipp dem Schönen, Herzog von Burgund. Er begleitete Philipp auf dessen Reise nach Spanien in den Jahren 1501 bis 1503. Er war 1504 Mitbefehlshaber einer Truppe, die über die Maas setzte und seinem eigenen Verwandten Karl von Egmond, Herzog von Geldern mehrere feste Plätze wegnahm. Philipp nahm ihn 1505 in den Orden vom Goldenen Vlies auf. Im Jahr 1506 wurde er in den Rat der Margarethe von Österreich aufgenommen. Im Jahr 1510 war er Feldhauptmann des Bischofs Friedrich von Utrecht bei dessen Fehde mit Karl von Egmond-Geldern. Der günstige Ausgang für den Bischof war insbesondere Verdienst von Floris van Egmond. Die Stadt Utrecht, die traditionell ein Feind der Herren von Ysselstein aus dem Haus Egmond war, sah die engen Beziehungen zwischen Floris van Egmond und dem Bischof ungern. Ein Anschlag misslang ebenso wie der Versuchs Egmonds, Utrecht zu überfallen. Allerdings stand damit in Zusammenhang das Wiederaufleben des Konflikts der Habsburger mit dem Herzogtum Geldern. Zeitweise war er onder-stadhouder (Unterstatthalter). Seine Hauptaufgabe war die militärische Unterstützung für seinen Onkel Johann III. von Egmond, Statthalter von Holland, Zeeland und Westfriesland und erster Graf von Egmond.
Nachdem die Habsburger 1515 Teile Frieslands erwarben, wurde Floris van Egmond erster Statthalter der neuen Herrschaft. Er beseitigte die gelderische Partei und besiegte die Rebellen bei Workum und brachte der vom Karl von Egmond-Geldern belagerten Stadt Leeuwarden Entsatz. Diesen Posten behielt er nach einigen Angaben bis 1518. Nach anderen Angaben musste er ihn noch im Ernennungsjahr an Heinrich III. von Nassau abtreten. Jedenfalls war er noch 1517 in den friesischen Angelegenheiten aktiv tätig, hat er doch 1517 den Grafen Edzard von Ostfriesland zum Verbündeten machen können.
Im Jahr 1522 erhielt er ein militärisches Kommando gegen Frankreich. Ihm gelang es, die Stadt Doulens in seinen Besitz zu bringen. Zusammen mit den verbündeten Engländern drang er fast bis Corbie vor. Auch im folgenden Feldzug war er zusammen mit den Engländern erfolgreich. Es wurden verschiedene Städte eingenommen und Gefechte gewonnen. Schließlich stand er nur noch elf Stunden vor Paris, ehe er den Rückzug antrat, nicht ohne weitere Städte einzunehmen.
Im Jahr 1528 führte er erneut einen erfolgreichen Feldzug gegen den Karl von Egmond-Geldern. Seit 1531 war er Mitglied des niederländischen Staatsrates. Im Jahr 1536 war er maßgeblich am Zustandekommen eines Vertrages zwischen dem Karl von Egmond-Geldern und Karl V. beteiligt. Als kaiserlicher Generalleutnant befehligte er 1537 das an der Grenze zu Artois zusammengezogene Heer. Bei dem Feldzug wurde unter anderem St. Paul im Sturm erobert. Dabei wurden tausende Menschen im Siegesrausch getötet. Die Stadt wurde auf Befehl Egmonds angezündet und die Festungsanlagen zerstört. Danach eroberte er Montreuil, nicht aber das strategisch wichtigere Thérouanne. Floris van Egmond war am Ende Generalkapitän.

## Kultur und Religion
Erasmus von Rotterdam wollte mit seinem Werk Panegyricus auch das Wirken von Floris würdigen, nannte ihn aber beim Druck des Werkes 1504 nicht. Dabei spielte wohl eine Rolle, dass Erasmus sich von der kaiserlichen Partei, in der Floris van Egmond eine zentrale Rolle spielte, allmählich abwandte. Willem Hermans dagegen widmete Floris van Egmond 1513 seine Übersetzung griechischer Fabeln. Zu Beginn der Reformation war er einer der wenigen großen Adeligen der Niederlande, die ein gewisses Interesse an der lutherischen Theologie zeigten. Eine Ausgabe einer Schrift von Johannes Bugenhagen zeigt sein Wappen, und seine Frau förderte einige evangelische Prediger.